# Rez

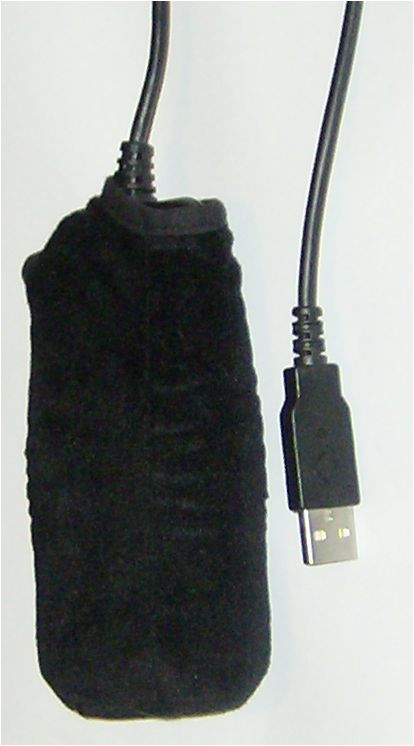
トランスバイブレーター

『Rez』（レズ）は、2001年11月22日にセガより発売されたPlayStation 2、ドリームキャスト用ゲームソフト。セガのPS2参入第1弾タイトルでもある。開発はユナイテッド・ゲーム・アーティスツ。プロデューサーは水口哲也。
2008年1月30日にXbox 360版『Rez HD』がXbox Live Arcadeで配信開始された。
2015年12月7日に開催されたPlayStation Experience 2015にて、PS VRタイトルとして最新作『Rez infinite』発表、2016年10月13日に配信開始された（後年Windows版も発売）。

## 概要
CMでのキャッチコピーは「うって、ノッて、絶頂へ。」ジャンルはミッドナイト・ハイ・シューティングと呼ばれ、シューティングゲームに音楽ゲームの要素を合わせたようなゲームである。プレイヤーは未来のコンピュータ内部に侵入し、ビジュアライズされた電脳空間の世界でウイルスを撃退することで疑問や矛盾など、あまりの情報量によってフリーズしている「eden」と呼ばれるシステムを回復させていくトランス感覚体験ソフト。水口曰く『受胎』がテーマとのこと。
USBポートに差し込んで使う振動ユニット「トランスバイブレーター」を使うと、この快感は更に上がる。胸ポケットサイズの大きさで体のどの部分に付けるかはプレイヤーの好み次第。
画面はワイヤーフレームで構成された電脳空間となっており、敵となるウイルスをロックオンしレーザーを発射（コール）しターゲットを破壊（レスポンス）する(基本の操作体系は同社販売のパンツァードラグーンをもとにしている)。ステージの最後にはボスとなるファイアウォールがあり、これを破壊すればクリアとなる。
このコールとレスポンスの効果音はパーカッションなど楽曲の音になっており、連続でウイルスを撃破することにより効果音はリズムを刻むようになる。ほか、BGMはステージ(AREA)内の一定区間（レイヤーと呼ぶ）が進行するにつれ多彩になる。

プレーヤーの動き、映像、音響、振動(下記のバイブレーターを使用した場合)はシンクロし、操作が上達してくるにつれ独特のグルーヴ感が生まれ、効果音はBGMとあわせてテクノミュージックを構成する1要素となり、プレイヤーに対して陶酔感を生み出すようになっている。これは、コンセプトである「共感覚」の視覚、聴覚、触覚にそれぞれ反映されたものである。
シューティングゲームとしての他の要素は、青いアイテムを8カウント取得することで自機の姿および、ロックオンレーザーのエフェクトが変わってライフが増加する、というものや、赤いアイテムを取得することでボンバーとして「Over Drive」が使用できるといったものがある。一部モードではスコアが集計されており、敵をまとめてロックし倒すことでスコアが大きく上昇する。各ステージ(Area)終了後は、敵の撃墜率やアイテム回収率などが集計される。
また、このゲーム専用のPS2用周辺機器としてトランスバイブレーターが発売されている。Xbox 360版ではプレイに使用するコントローラ以外にコントローラを接続することでトランスバイブレーターとして使用できる。
イベントにおいては、より陶酔感を生み出すための特製の「シナスタジア・スーツ」に対応したゲームバージョンが公開され、体験することができる。
本作の先進的なゲームデザインはゲーム・デベロッパーズ・チョイス・アワードを初めとして、様々な賞を獲得している。

## 参加アーティスト
- 杉山圭一
- アダム・フリーランド
- Coldcut & Tim Bran
- ケン・イシイ
- ebz(mistと同一人物)
- JOUJOUKA
- オヴァル